# Adriana Karembeu
Adriana Sklenaříková, ex Karembeu (* 17. září 1971 Brezno) je slovenská supermodelka, která nyní žije v Monaku.

## Životopis
Její matka je Slovenka a tatínek Čech. Během svého studia v Praze, ve třetím ročníku medicíny, studia zanechala a rozhodla se plně věnovat modelingu. Dne 22. prosince 1998 se provdala za francouzského fotbalistu Christiana Karembeu a ke svému jménu přidala i jeho jméno, Sklenarikova-Karembeu. V březnu 2011 oznámili rozchod.
Dne 14. června 2014 se podruhé vdala, a to za marockého podnikatele Arama Ohaniana. V srpnu 2018, ve svých téměř 47 letech věku, porodila dceru Nina.

## Filmografie
Dokumentární film Adriana (2004) o Adrianě Karembeu režíroval Miloslav Šmídmajer.
Také účinkovala ve filmu Asterix a Olympijské hry, a ve filmu "Jak básníci neztrácejí naději".

## Ocenění
V roce 1998 byla uvedena v evropském vydání Guinnessovy knihy rekordů jako modelka s nejdelšími dolními končetinami na světě, dlouhými 124 cm.